# Earomyia bazini
Earomyia bazini är en tvåvingeart som först beskrevs av Seguy 1932.  Earomyia bazini ingår i släktet Earomyia och familjen stjärtflugor.
Artens utbredningsområde är Frankrike. Inga underarter finns listade i Catalogue of Life.